# Abbaye de Gellone
Pour les articles homonymes, voir Guilhem.
L’ancienne abbaye de Gellone ou abbaye de Saint-Guilhem-le-Désert est une ancienne abbaye bénédictine, située dans la commune de Saint-Guilhem-le-Désert dans l'Hérault en France. Elle fut fondée peu avant 804 par saint Guillaume de Gellone (v. 742 - v. 812), connu plus tard en occitan sous le nom de Guilhèm, ancien comte de Toulouse et proche de Charlemagne, qui s'était retiré dans ce lieu alors appelé Gellone, à proximité de l'abbaye d'Aniane, sous l'influence de son fondateur et ami, saint Benoît d'Aniane.
L'abbaye, devenue puissante, parvint à s'assurer un privilège d'exemption qui lui permit de se soustraire à la juridiction des évêques de Lodève. Bien que sa fondation ait été intimement liée à son voisin d'Aniane, les deux monastères connurent des conflits récurrents au cours des siècles. Saint-Sauveur de Gellone possédait un fragment de la Vraie Croix donné par Charlemagne à Guilhem, qui fit d'elle un important lieu de pèlerinage à l'époque médiévale. Les restes de Guilhem eux-mêmes furent vénérés comme de précieuses reliques.
Prise par les protestants en 1568, elle ne subit pas la ruine comme l'abbaye d'Aniane, mais en sortit durablement affectée. Les mauristes prirent possession de l'abbaye en 1644 et y restaurèrent la vie religieuse. Celle-ci déclina à nouveau au XVIIIe siècle et en 1783 l'évêque de Lodève, Mgr de Fumel, obtint du roi Louis XVI et du pape Pie VI l'union perpétuelle de l'abbaye à son évêché.
L'existence de celle-ci sera brève. Le diocèse de Lodève disparut en 1790, au début de la Révolution, et au même moment l'abbaye était vendue comme bien national. Son cloître sera  par la suite démantelé et une partie notable des sculptures sera vendue en 1906 à George Grey Barnard, collectionneur d'art américain. Elles rejoindront en 1925 le musée des cloîtres (Metropolitan Museum of Art) à New York. L'abbatiale sera convertie en église paroissiale du village de Saint-Guilhem-le-Désert, puis elle sera placée sous le vocable de la Transfiguration-du-Seigneur, répondant à celui de l'abbaye dédiée au Christ.
L'église de l'abbaye est incluse dès 1840 dans la première liste des monuments historiques faisant l'objet d'une protection en France. Les restes du cloître sont ensuite classés en 1889, puis la totalité de l'abbaye en 1987. Elle est également inscrite au patrimoine mondial de l'UNESCO au titre des chemins de Saint-Jacques-de-Compostelle en France depuis 1998.

## Histoire

### La fondation
La fondation de l'abbaye de Gellone suit la conquête franque de la Septimanie, après l'effondrement du royaume wisigoth sous les coups des musulmans. Fils d'un comte Aiguilf ayant exercé son pouvoir à Maguelone, probablement d'origine gothe, Wittiza, plus connu sous son nom de Benoît, fonde en 782 une abbaye sur des terres familiales, à Aniane. Guillaume ou Guilhèm en occitan, cousin de Charlemagne et comte de Toulouse, crée à son tour sous l'influence de Benoît un autre établissement à Gellone en 804. L'abbaye de Gellone est dédiée au Saint-Sauveur ; la charte de fondation mentionne aussi sainte Marie, les saints Pierre, Paul, André, Michel, et tous les apôtres. Il s'y retire (pas avant 806), effectuant une donation à Gellone le 18 des calendes de janvier de l’an 812 du calendrier julien, ou 813 selon le calendrier grégorien moderne. Il y meurt entre le 28 mai 812 et le 21 mai 815, et y est inhumé. Deux de ses sœurs, Albane et Bertrane, s'étaient retirées dans un petit monastère féminin au voisinage de l'abbaye.

### Le Moyen Âge
À l'origine, l'établissement est placé sous l'autorité de Benoît, l'abbé d'Aniane. Mais, sans que l'on en connaisse le moment précis, ces deux monastères se séparèrent et on connaît, dès 925, un abbé propre à Gellone, Juliofred. Au XIe siècle, cependant, Aniane, profitant de la destruction des archives de Gellone dans un incendie, essaye de la faire rentrer sous sa juridiction. Après s'être mis sous la protection de l'évêque de Lodève Rostaing en 1066, les moines de Gellone obtiennent en 1090 du pape Urbain II de relever directement du Saint-Siège (privilège d'exemption),.
Dès cette époque, l'abbaye détient des reliques précieuses. Outre le morceau de la Sainte Croix susmentionné, on y trouve des fragments de linge de la Sainte Vierge et le corps de Guillaume (devenu saint Guillaume en 1066). Avec la vogue des pèlerinages, ces reliques et le culte de la sépulture de Guilhem attirent des foules de pèlerins. L'abbaye devient une étape très importante sur le « chemin d'Arles », un des itinéraires vers Saint-Jacques-de-Compostelle .
Le rayonnement de l'abbaye es tel qu'il incite des pèlerins jacquaires parcourant la via Podiensis, plus septentrionale, à se dérouter par le chemin dit de Saint-Guilhem  afin d'honorer les prestigieuses reliques et manifester leur dévotion à l'égard du saint.
Dans le même temps, apparaît en effet la geste de Guillaume d'Orange qui montre un personnage fougueux engagé dans des combats acharnés contre les Sarrasins. C'est une légende épique en langue d'oïl, mise à l'écrit au XIIe et XIIIe siècles, qui célèbre un Guilhem très éloigné du personnage historique, mais qui se rattache néanmoins à Guillaume de Gellone. Elle contribue grandement à la renommée de l'abbaye, qui prend définitivement le nom de son fondateur au XIIe siècle,.
À son apogée, à la fin du XIIe siècle, l'abbaye devait compter une centaine de moines, la moitié résidant au monastère, les autres établis dans des prieurés dépendant de Gellone. Devant l'afflux de pèlerins venus adorer la relique du fragment de la Vraie Croix et saint Guilhem, les moines ont décidé d'abandonner les nefs et le chœur et de se réunir sur une tribune édifiée au fond de l'église à laquelle ils peuvent directement accéder pour participer aux offices par le premier étage du cloître.
Les abbés Pierre de Montpeyroux, Guillaume de Roquefeuil, Guillaume des Deux-Vierges, Bernard de Bonneval et le cardinal de Mostuéjouls, neveu de l'abbé Guillaume de Mostuéjouls, ont enrichi l'abbatiale d'un riche mobilier d'argent.
L'empereur Sigismond de Luxembourg visite l'abbaye en 1415.

#### Construction de l'abbatiale

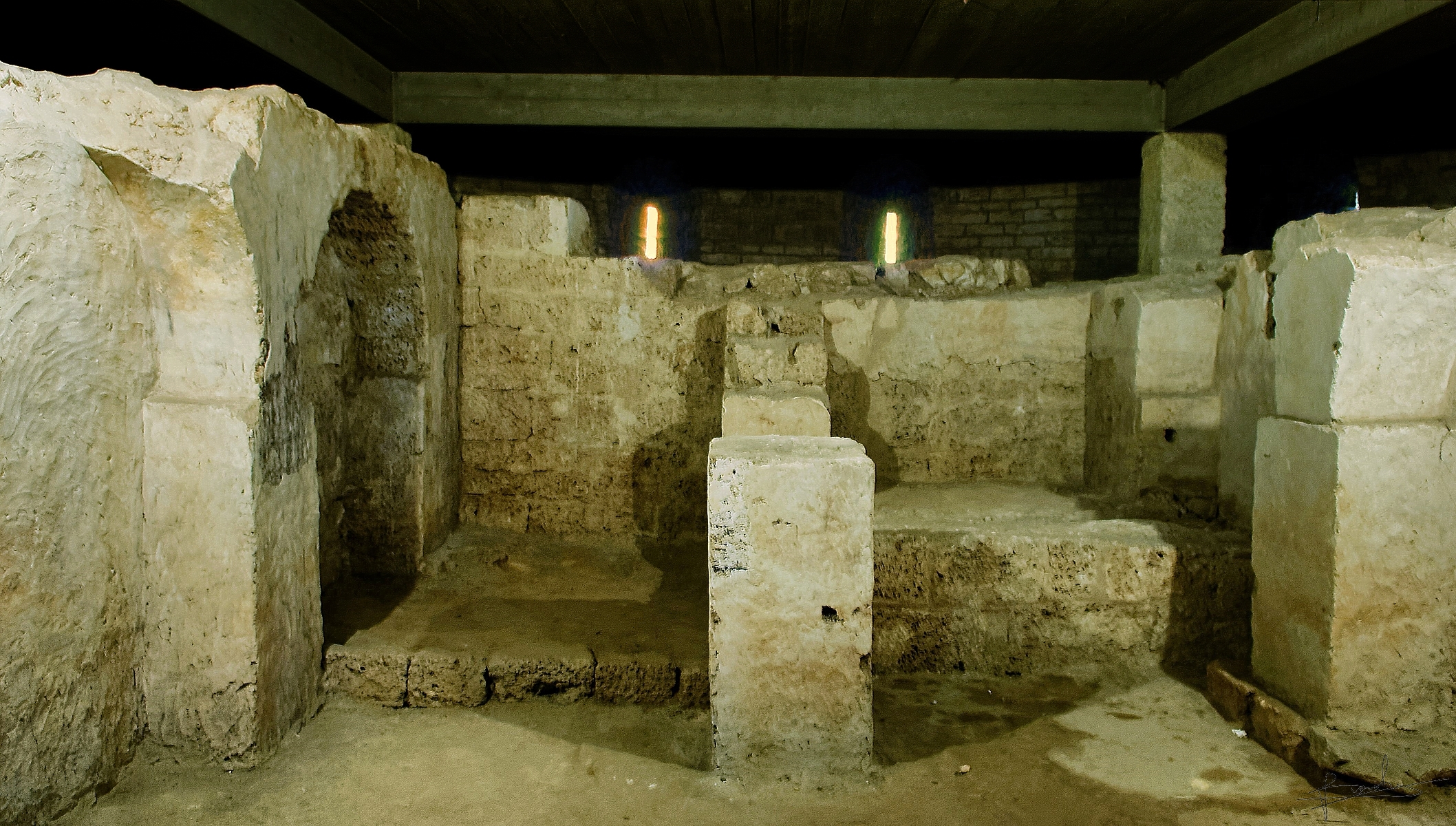
Vestige de l'église préromane : la crypte.

À partir des dernières études et des fouilles, Richard Bavoillot-Laussade, Philippe Lorimy ont proposé, en 1995, une chronologie de la construction de l'abbaye:
- De l'abbatiale construite par le comte Guilhem, au IXe siècle (Gellone I), il ne subsiste rien.
- De la deuxième abbatiale construite au Xe siècle (Gellone II) d'après le Sacramentaire de Gellone, il subsiste des vestiges dans la crypte retrouvée en 1962 avec la confession où avait été déposé le corps de saint Guilhem vers l'an Mil. Cette seconde église peut se décomposer en quatre parties : un westwerk, une nef à trois vaisseaux, un transept peu débordant, un « sanctuaire quadrangulaire dont il ne subsiste que la salle inférieure appelée crypte ». L'architecture de cet édifice rappelle l'architecture préromane des Asturies. L'église préromane a dû être endommagée par un incendie cité dans un acte de 1066.
- La troisième abbatiale (Gellone III) a depuis longtemps été un sujet d'études. Tous les historiens de l'art qui ont écrit sur l'abbatiale ont noté la discontinuité entre l'architecture de la nef et celle de l'abside et du transept. Maurice Oudot de Dainville[20] a proposé de faire remonter la construction de l'église au début du XIe siècle et à l'abbé Pierre Ier (1050-1074) qui entreprend de reconstruire l'abbaye. La reconstruction a commencé après 1030, par la nef et les bas-côtés de l'abbatiale et le cloître représentatifs du « premier art roman méridional ». L'année 1076 rapportée par Jean Mabillon dans Acta sanctorum ordinis Sancti Benedicti doit marquer la fin de la construction de la nef de l'église avec un premier chevet et la consécration d'un autel à saint Guilhem par Amat d'Oloron, légat du pape[7]. Maurice Oudot de Dainville pense que le chevet actuel a été terminé en 1076. Jean Vallery-Radot fait remarquer la différence de style entre la nef et le chevet actuel. Celui-ci semble inspiré du chevet de l'église Sainte-Marie de Quarante qui a été dédié en 1053. Le style de l'abbatiale de Saint-Guilhem étant plus évolué que celui de l'église de Quarante, il en déduit que le nouveau chevet et le transept ont été construits après 1053, et ne sont probablement pas antérieurs à la fin du XIe siècle comme le proposait Émile Bonnet en 1906 et repris par Robert Saint-Jean dans Languedoc roman, p. 79-80.

Le clocher a pris place sur le porche au XVe siècle. Ce siècle marque le début du déclin de l'abbaye.

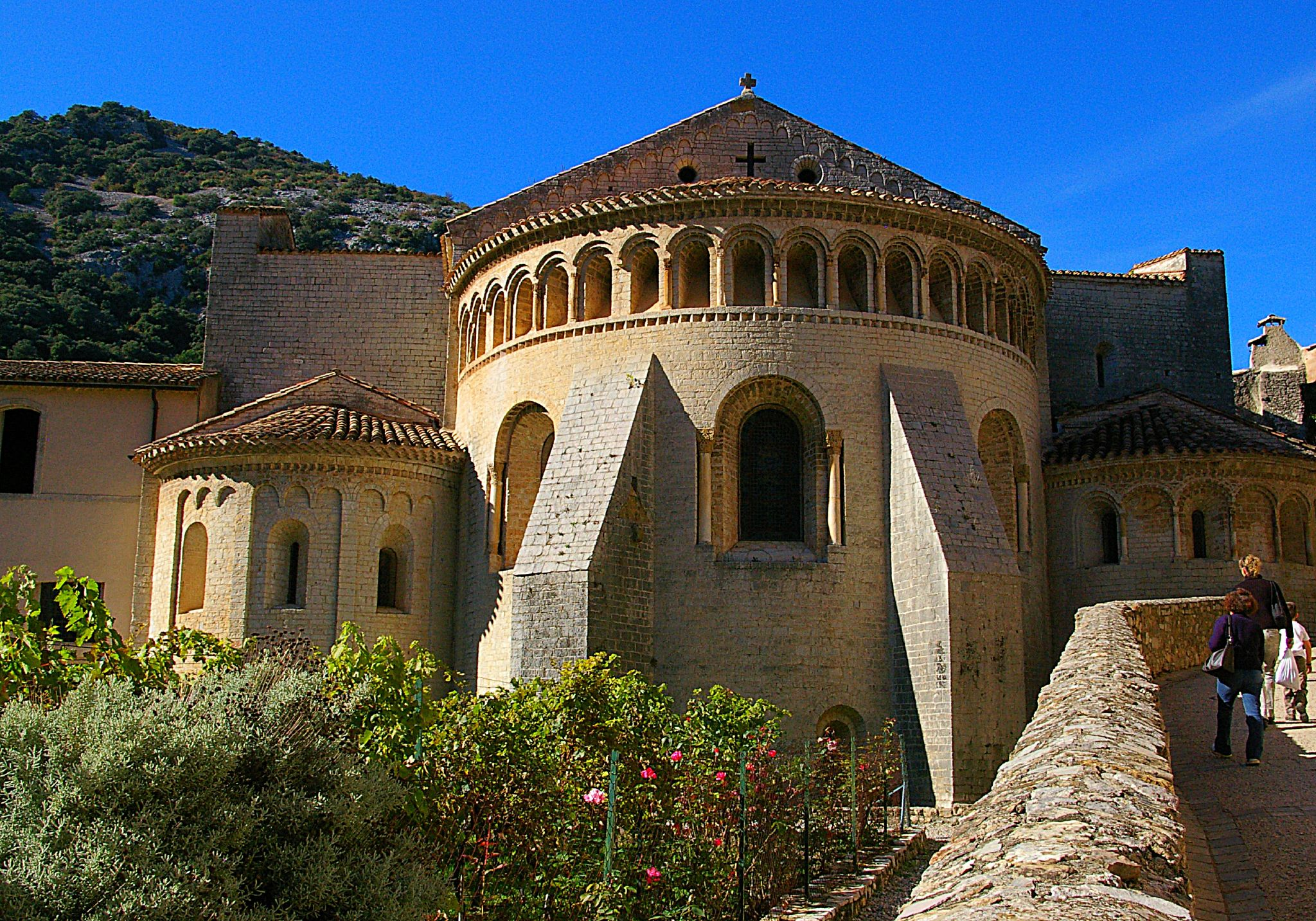
Chevet de l'abbatiale.
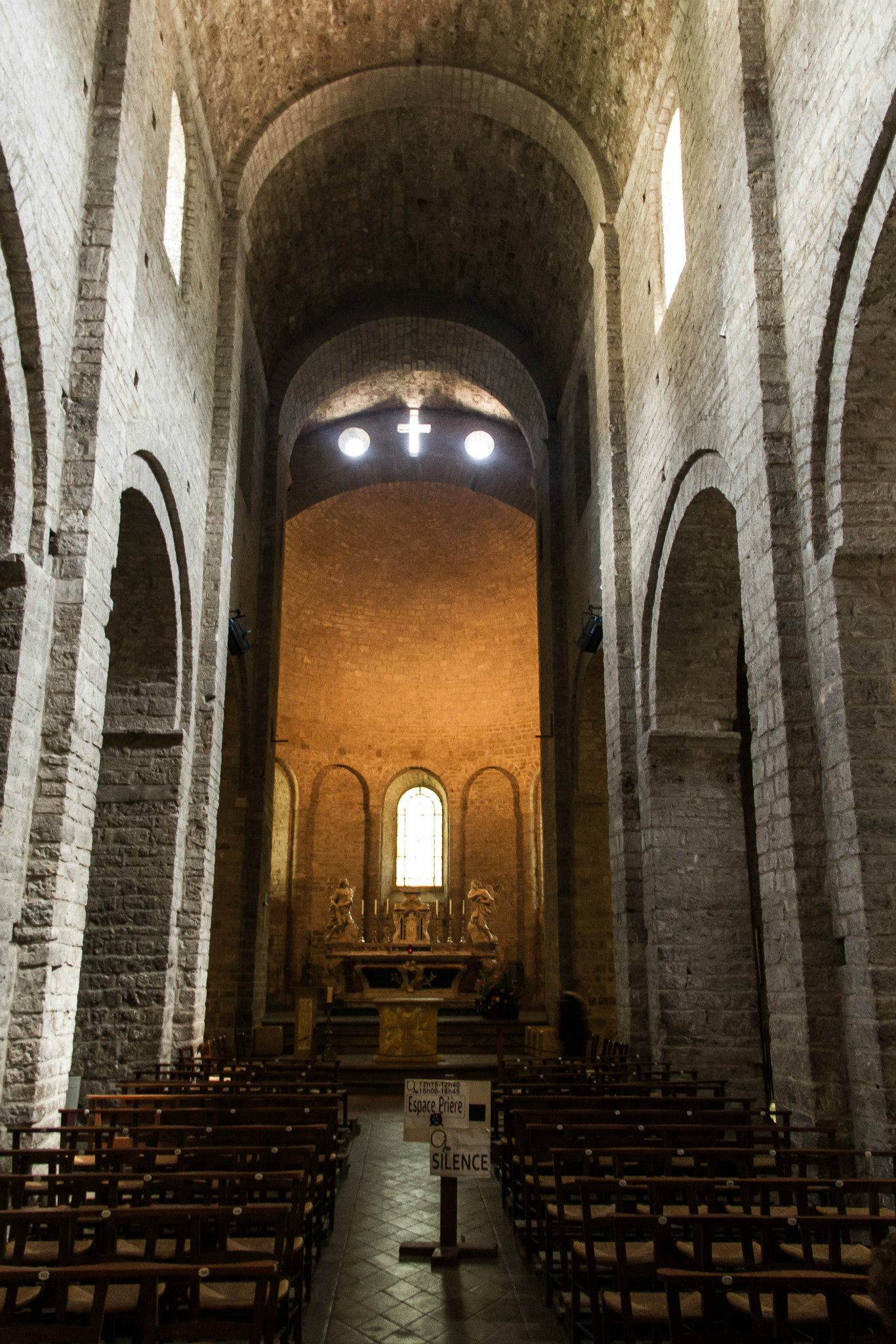
La nef et l'abside.
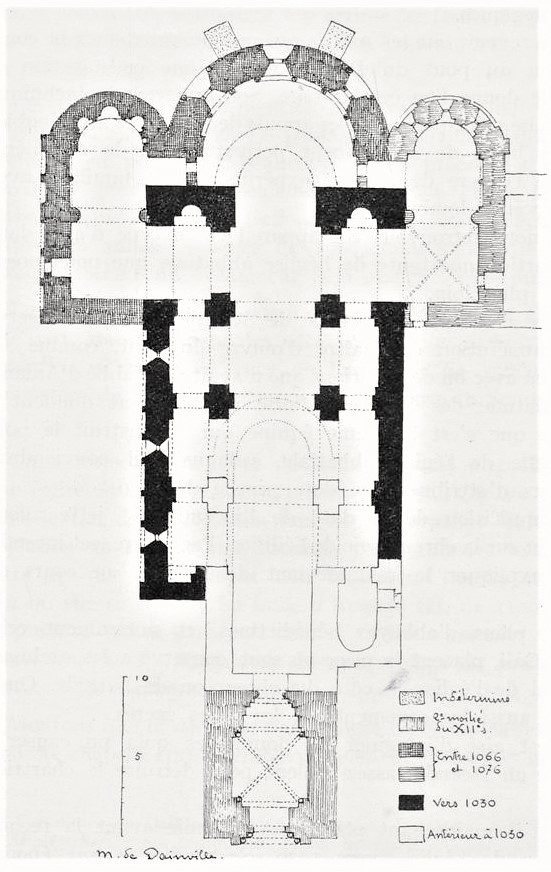
Historique de la construction de l'abbatiale proposé par Maurice Oudot de Dainville.
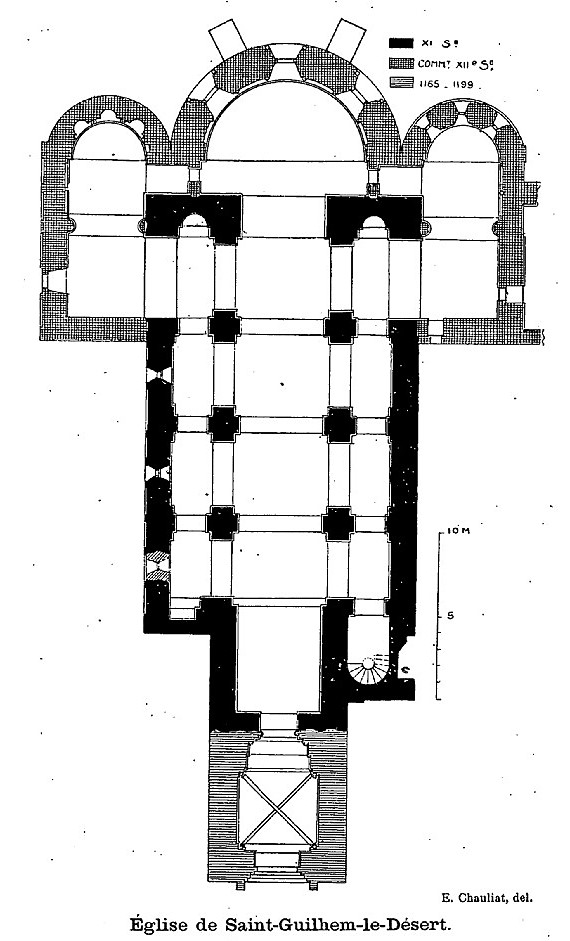
Historique de la construction de l'abbatiale proposé par Émile Bonnet.

#### Construction du cloître
Le cloître de l'abbaye comportait deux niveaux de claires-voies. La chronologie de la construction doit distinguer les quatre galeries du rez-de-chaussée et les quatre du second niveau. Une chronologie été proposée en 1994 par Jean-Claude Richard et Philippe Lorimy :
- le premier niveau de la galerie nord, appuyé contre le collatéral sud de l'abbatiale avec six fenêtres géminées en plein cintre reposant sur une colonnette centrale, prolongée à l'ouest d'une travée qui pouvait servir de porche devant la tour Saint-Martin, qui se continue par une partie de la galerie est sur 2,50 m, se terminant au droit de la façade sud du transept. Elle est contemporaine de la nef, entre 1025 et 1050. Elle a pu être d'abord charpentée puis couverte d'une voûte d'arêtes en même temps que la galerie ouest ;
- le premier niveau de la galerie ouest formant un angle obtus avec la galerie nord, comprenant huit fenêtres géminées, a été réalisé à la suite de la galerie ouest, au XIe siècle ou au tout début du XIIe siècle. Elle a été voûtée d'arêtes dès le l'origine.
- milieu du XIIe siècle, construction du pavillon du lavabo.
- les premiers niveaux des galeries sud et est sont réalisés à la suite. La galerie sud comprend d'est en ouest, deux travées, puis la travée au droit du lavabo et le travée faisant la jonction avec la galerie ouest. La galerie nord comprend la travée construite en même temps que la galerie nord, puis trois travées et la travée faisant la jonction avec la galerie sud. Jean-Claude Richard propose de faire remonter cette construction à l'abbé Hugues de Fozières (1196-1202) qui correspondrait au claustrum novum doté de sculptures cité dans la charte de 1206. La couverture devait être charpentée.
- le premier étage du cloître a dû commencer par les galeries est et nord d'après Marcel Durliat dans le deuxième quart du XIIIe siècle pour se continuer pour les autres galeries jusqu'au dernier quart et peut-être le début du XIVe siècle en conservant le même style. On peut voir les armoiries des abbés Guillaume de Roquefeuil (1228-1249), Guillaume des Deux-Vierges (1249-1289), Guillaume de Monstuéjouls (1289-1303)
- fin du XIVe siècle- début XVe siècle, voûtement du premier niveau des galeries sud et est.

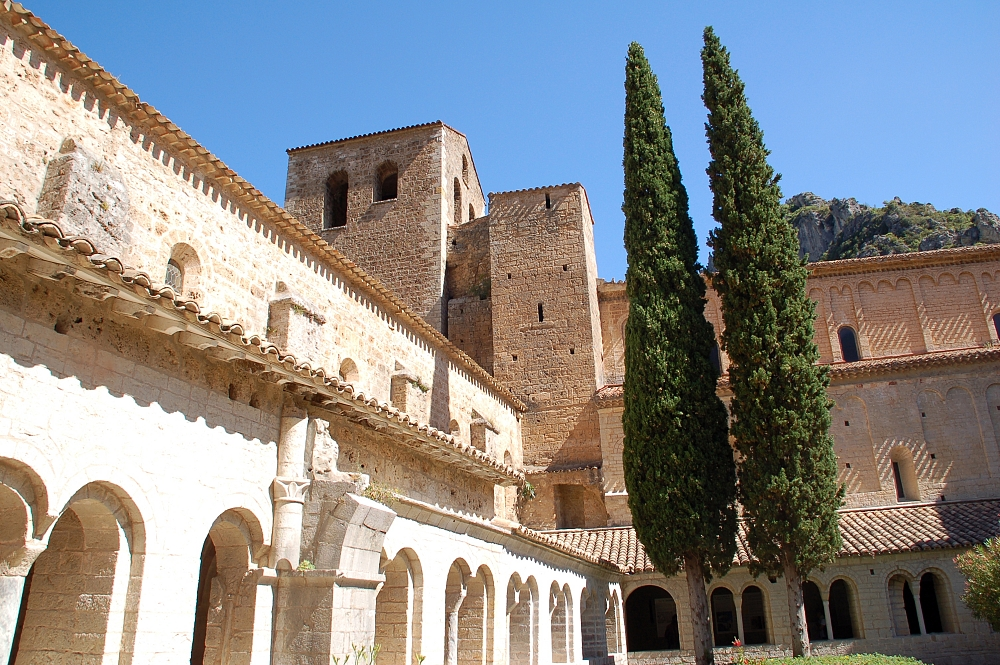
La galerie ouest avec un vestige du pavillon du lavabo, la galerie nord contre l'abbatiale, la tour Saint-Martin et le clocher.
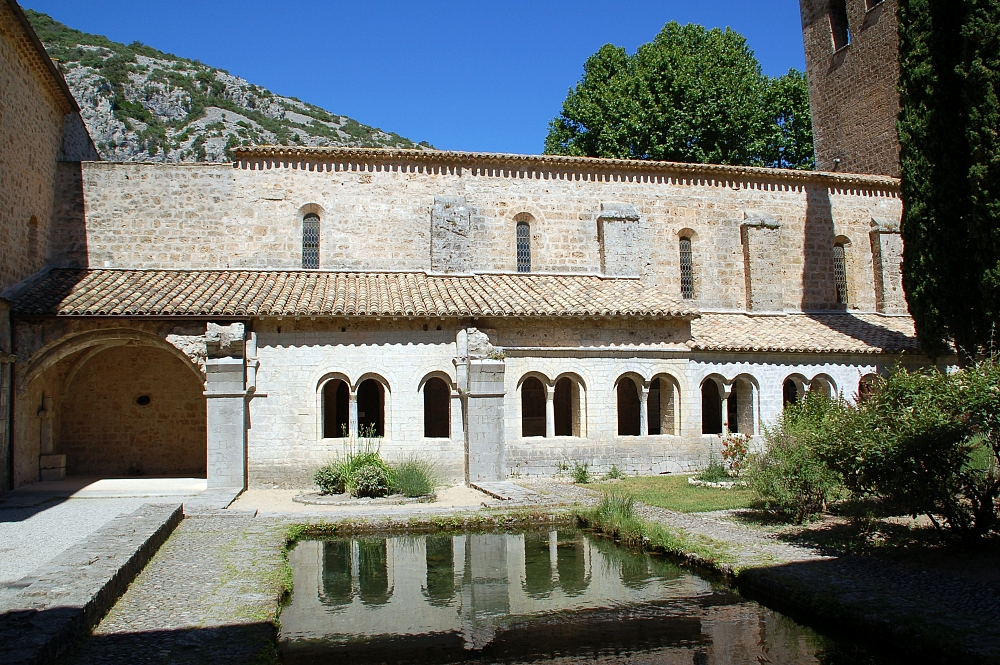
Le cloître avec son vivier au premier plan.
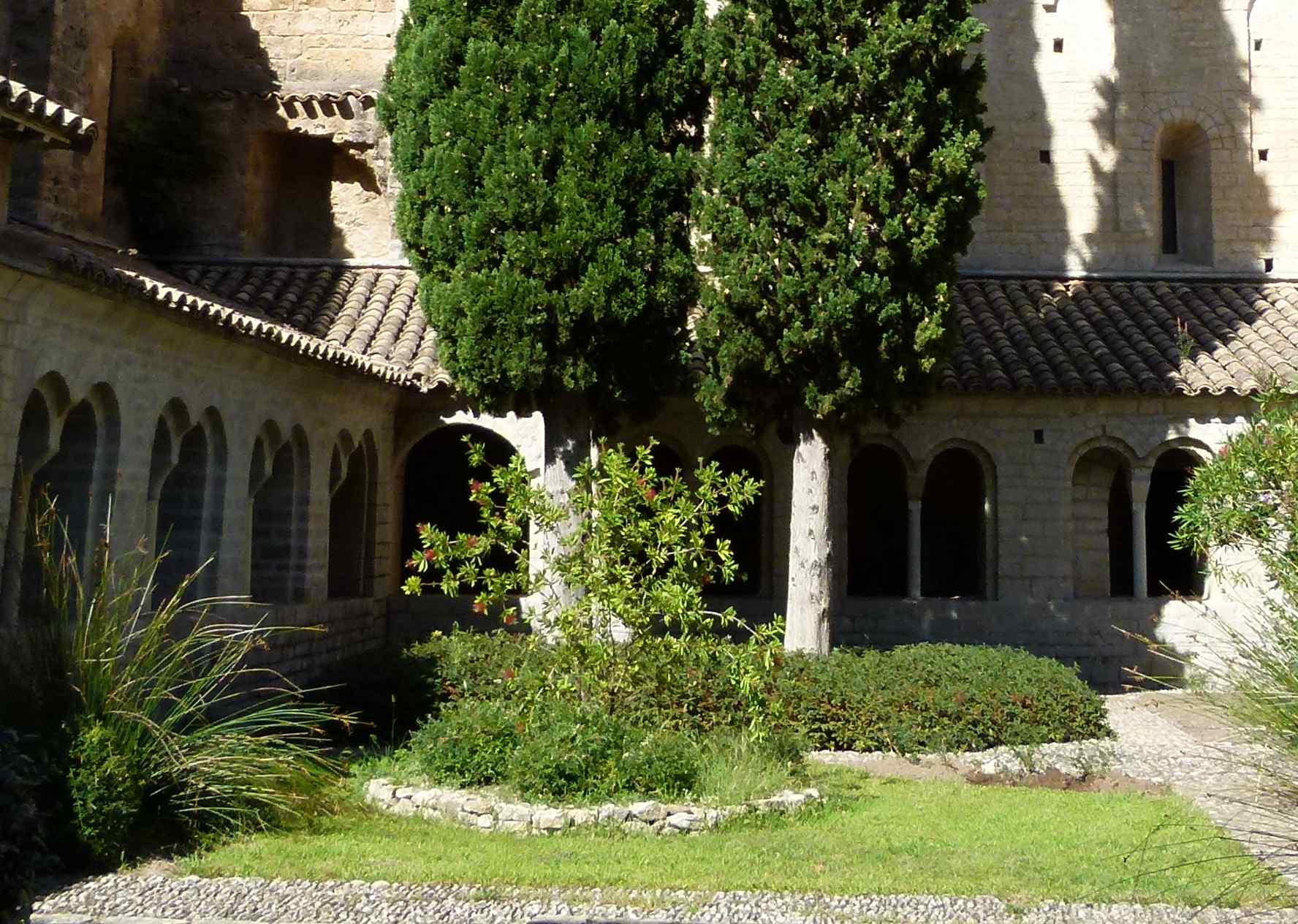
Cloître de Gellone, la galerie ouest sur la gauche et la galerie nord au fond, percées d'arcades géminées.

### Époques moderne et contemporaine
L'abbaye est mise en commende en 1465. La plupart des abbés ont alors été évêques de Lodève, comme Jean de Corguilleray et les différents membres de la famille Briçonnet. Ces évêques abbés vont plus s'intéresser aux revenus de l'abbaye qui s'était opposée aux évêques de Lodève qu'à l'entretien de l'abbaye.
En 1568, pendant les guerres de Religion, des protestants pillent l'abbaye. Pour assurer la défense de l'abbaye à partir de 1570, les religieux vont devoir vendre les reliquaires en argent et des propriétés pour payer la garnison qui assurent la protection de l'abbaye, réparer les dégâts et fortifier l'abbaye.
En 1624, un procès-verbal du délégué chapitre général bénédictin de la province de Narbonne et Toulouse, indique que malgré les réparations, les bâtiments conventuels, le réfectoire, le dortoir et les cellules sont en état de ruine. Les seize moines ne logent plus au monastère et ne suivent plus la vie commune. En 1626, les moines, avec l'accord de l'abbé commendataire Thomas de Bonzy, évêque de Béziers, décident de faire appel à la congrégation de Saint-Maur. Un accord est conclu en 1632, mais il a fallu douze ans pour qu'il soit exécuté.
L'abbaye est dans un état d'abandon avancé, quand la congrégation de Saint-Maur en prend possession en 1644 et se lance dans d'importantes campagnes de restauration.
Nommé en 1750 à l'évêché de Lodève, Jean-Félix-Henri de Fumel va travailler avec constance à retirer à l'abbaye la juridiction quasi épiscopale qu'elle avait imposé depuis le XIIIe siècle sur deux paroisses voisines, celle du village (Saint-Laurent) et celle de Saint-Barthelémy. Nommé abbé commendataire de Saint-Guilhem en 1781, il obtient l'année suivante du roi Louis XVI et du pape Pie VI l'extinction du titre abbatial et l'union de ses revenus à l'évêché de Lodève.
À la Révolution, six moines vivent à Saint-Guilhem.
L'abbaye est alors vendue comme bien national, et l'église devient l'église paroissiale du village. On installe dans le monastère une filature de coton, puis une tannerie. Le cloître, vendu à un maçon, fait office de carrière de pierres. Les sculptures du cloître sont alors en grande partie démontées. Rachetées par un juge de paix d'Aniane vers 1830, son fils les cèdera à des antiquaires qui les vendront à leur tour à un collectionneur américain, George Grey Barnard (voir la section sur le cloître).
Dès 1840, l'administration des Monuments historiques demande une protection particulière pour l'ancienne abbatiale. Des restaurations successives rendent un nouveau lustre aux bâtiments sauvés de la destruction.

## Protection
L'église est classée monument historique par la liste de 1840.
L'ensemble de l'ancienne abbaye est classé en 1987.

## Architecture

### Église abbatiale
Le porche de l'église date du XIIe siècle et le clocher du XVe siècle. La nef surprend par sa grande hauteur (18 mètres de haut) pour une largeur de seulement 6 mètres. Elle est composée de quatre travées, avec des arcs doubleaux. Le tout est soutenu par des pilastres. La nef et les deux collatéraux sont voûtés en berceau en plein cintre. On peut observer des arcs de décharge sur les murs latéraux. L'abside quant à elle est à l'extérieur percée de dix-huit niches.

### Cloître
Dans ce cloître, la décoration sculpturale laisse entrevoir la trace de quatre ateliers : deux de style roman, avec des feuilles d'acanthe et des personnages longilignes, les visages sans expression et deux de style gothique avec des personnages très naturels.
Le cloître a été partiellement démoli et ne possède plus que le premier niveau de deux galeries (galerie nord, une partie de la galerie ouest).

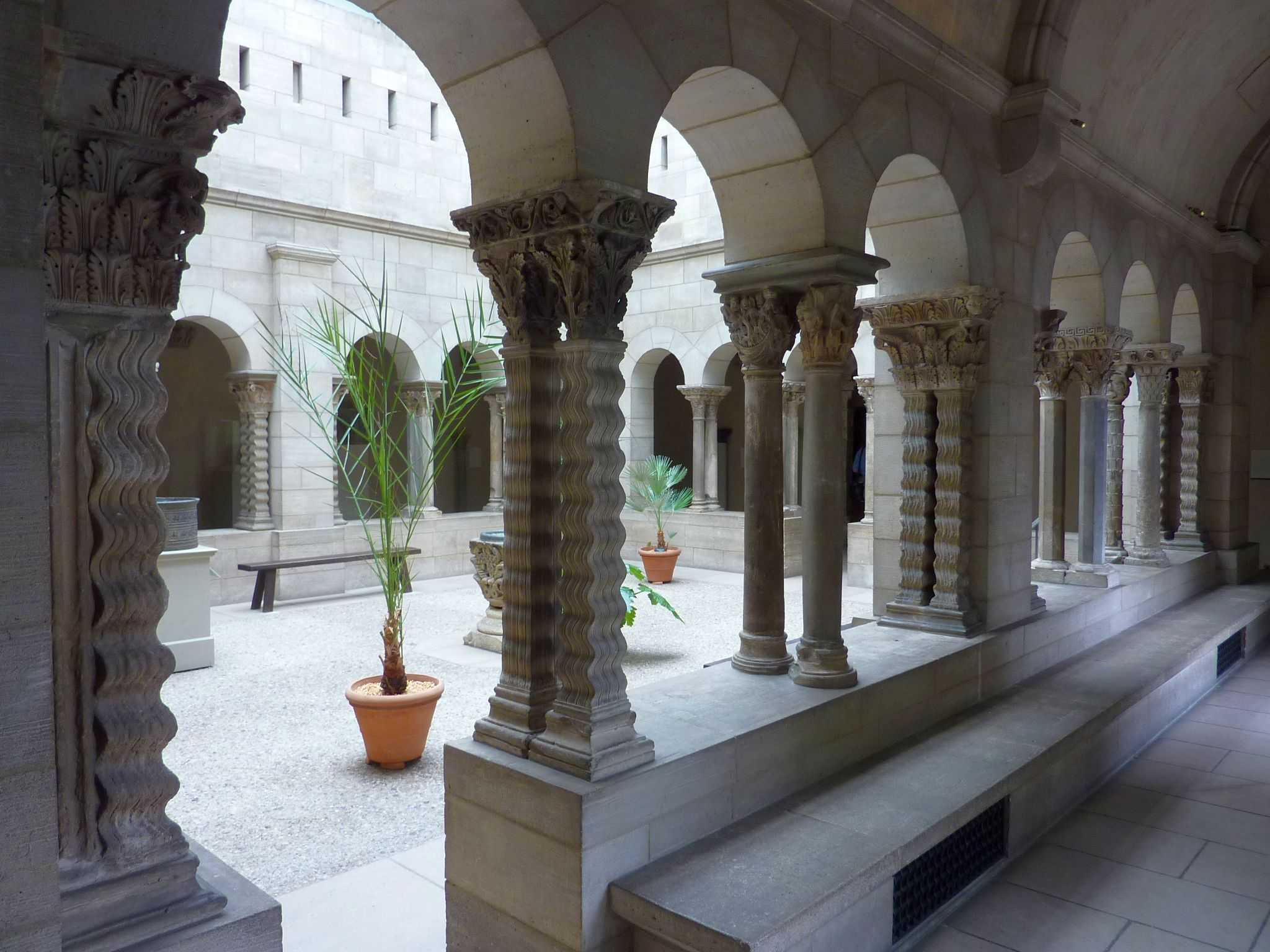
Les colonnettes du premier étage du cloître au musée des cloîtres aux États-Unis.

Le cloître fut, semble-t-il, demantelé sous la Révolution ou peu après. Un juge de paix d'Aniane, Pierre-Yon Vernière, en rassembla des restes dans son jardin aux alentours de 1830. En 1906, la collection fut acquise par George Grey Barnard, qui les envoya immédiatement à New York où elle fut revendue en 1925, avec des sculptures provenant d'autres édifices français et européens, à John D. Rockefeller. Il en fit immédiatement don au Metropolitan Museum of Art pour former le musée des Cloîtres, où elles se trouvent encore. La plupart des éléments appartenaient aux galeries du premier étage ou cloître supérieur. Quelques pièces sont conservées à la Société archéologique de Montpellier.
Un dépôt lapidaire, abrité dans l'ancien réfectoire, présente des chapiteaux, des colonnes ondées, des statues. On y trouve le tombeau en marbre du fondateur de l'abbaye. Il s'agit d'un tombeau antique de l'école d'Arles, qui a été réutilisé. Autre sarcophage, celui des sœurs de Guilhem, Albane et Bertane.
Il subsistait deux fresques partiellement conservées, dont peut-être une Annonciation avec une Vierge à genoux. Une restauration a eu lieu en 2007.
Les restes du cloître encore en place ont été classés par arrêté en 1889.

## Mobilier

### Reliques
Il semble que ce soit en 804, lorsque Guillaume fait ses adieux à Charlemagne et au monde laïc, que l'empereur lui donne un fragment de la Vraie Croix. Charlemagne l'avait lui-même reçu en l'an 800 du prêtre de Zacharie au nom du patriarche de Jérusalem. Cette relique va faire la renommée de l’abbaye.
En 1066, le pape Alexandre II canonise Guillaume de Gellone, dont le corps est alors conservé dans l'abbatiale dans un sarcophage, de 1138 à 1568, date à laquelle le tombeau fut détruit par les protestants. Reconstitué partiellement en 1933, puis restauré de façon très complète en 1989 après la découverte de nouveaux fragments, il est actuellement conservé au musée lapidaire de l'abbaye.

### Autel de saint Guilhem

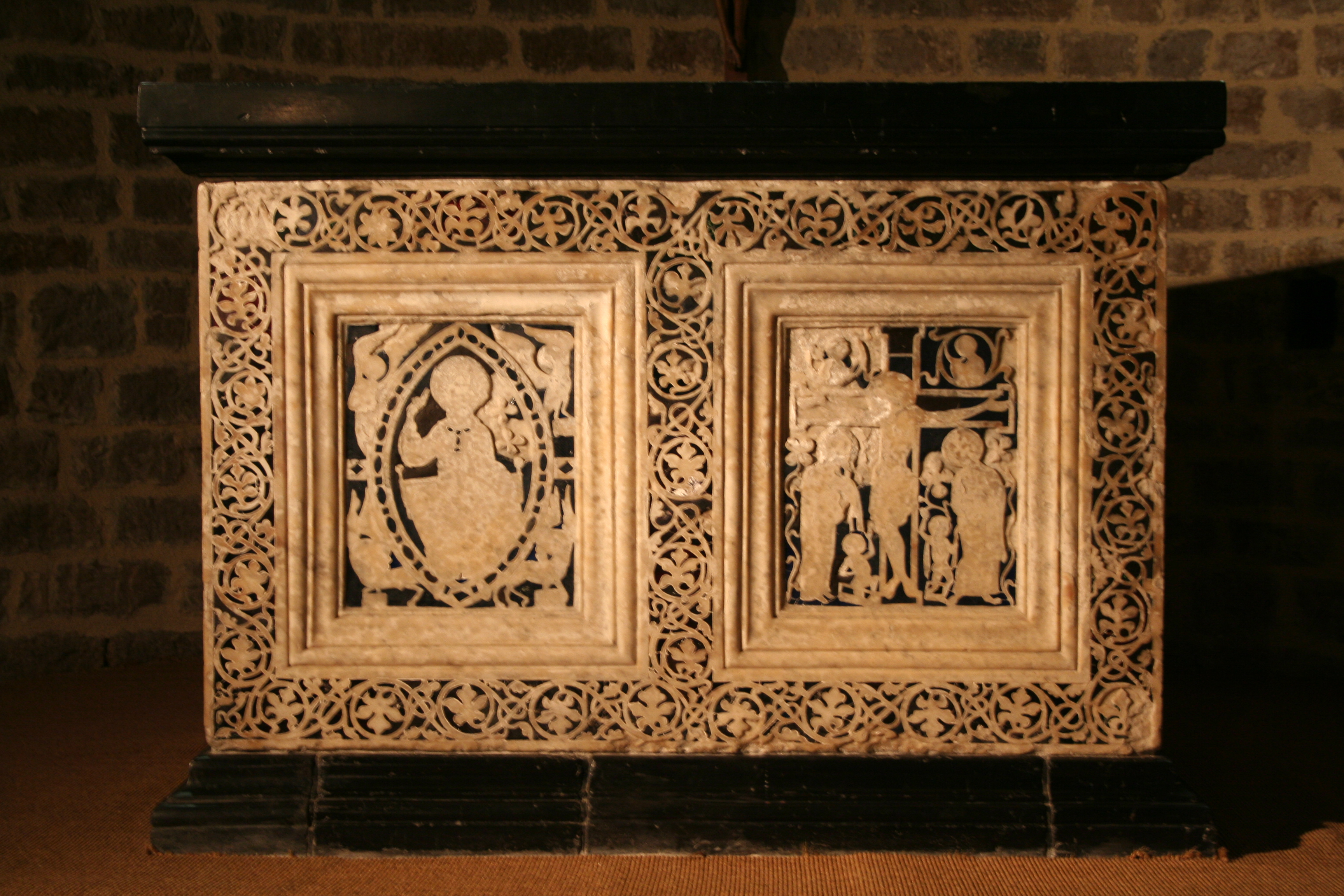
Autel du Sauveur ou de saint Guilhem.

Dit l'autel du Sauveur, cette pièce a échappé aux destructions. C'est un autel en marbre blanc et calcaire noir, incrustés de pâte de verre de couleurs (bleu, jaune, rouge, vert, violet).
Dom Mabillon  cite cet autel dans Acta sanctorum ordinis Sancti Benedicti, in sæculorum classes, Sæculum IV, Pars I, p. 88 (lire en ligne). Il identifie à tort cet autel avec celui cité dans le Martyrologe de Gellone dédicacé en 1076 par Amat, légat du Saint-Siège, que Guilhem aurait rapporté d'Aix-la-Chapelle.
Adolphe Le Ricque de Monchy (1806-1882), propose de corriger cette erreur en donnant la date de 1138,. Jean Vallery-Radot montre que cette date ne correspond pas à cet autel mais à l'année de la translation des reliques de saint Guilhem tel que décrit dans le procès-verbal de l'invention des reliques de saint-Guilhem qui a eu lieu le 28 mai 1679. L'autel de marbre a été démonté en 1679 et les plaques scellées, les unes à côté des autres sur la face antérieure du nouveau maître-autel. Peu de temps avant la Révolution, il a été remplacé par un nouveau maître-autel et les plaques decécouvertes par l'abbé Léon Vinas (1810-1875), curé de Saint-Guilhem-le-Désert de 1841 à 1848, ont été déposées dans l'absidiole nord où elles ont été étudiées par Raymond Thomassy en 1834. Après avoir aussi redécouvert la plaque d'autel, les plaques ont été remontées en autel par l'abbé Léon Vinas dans l'absidiole nord où il est resté jusqu'en 1982 quand il est démonté pour être restauré. Il est remonté en 1990 dans la chapelle sud. Une restauration est engagée entre 2013 et 2018 permettant une analyse des plaques.
Par comparaison des styles et de l'utilisation de la technique d'incrustation de verre coloré employée sur d'autres autels datés de la seconde moitié du XIIe siècle, Jean Vallery-Radot propose une date de réalisation du dernier quart du XIIe siècle.
Le panneau de gauche représente le Christ en majesté dans une mandorle, entouré des symboles des évangélistes. Le panneau de droite représente le Christ en croix, entouré de la Vierge et de Saint Jean.
À droite et à gauche de la croix, le soleil et la lune. Au bas de la croix, des morts sortent de leur tombeau.

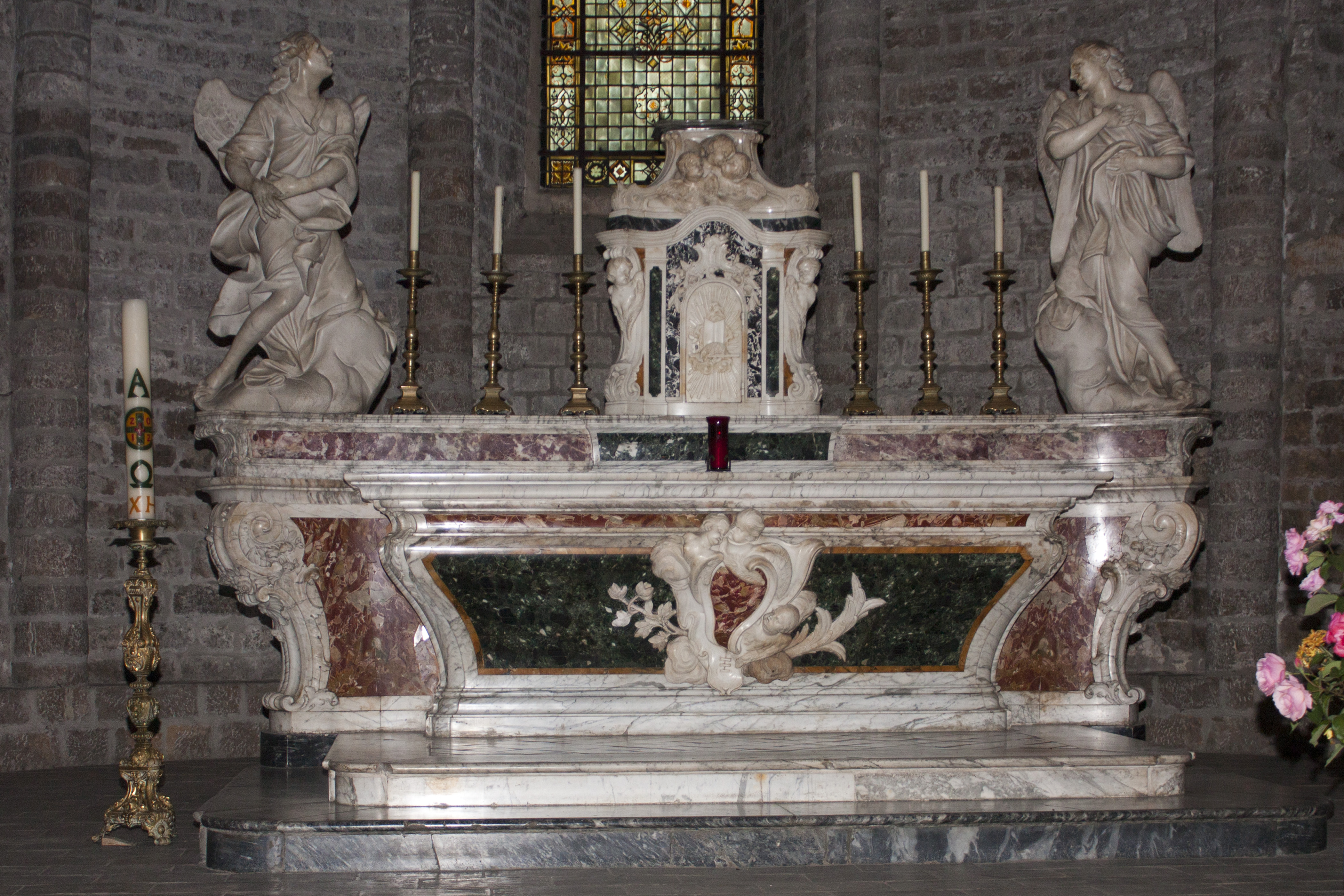
Maître-autel du XVIIIe siècle.

### Maître-autel
Peu avant la Révolution, un nouveau maître-autel a été installé dans l'église, entraînant le démontage de l'ancien dont la partie antérieure comprenait des plaques en marbre et pates de verres colorés de l'ancien autel de saint Guilhem. Ce maître-autel du XVIIIe siècle est un autel tombeau, galbé en élévation comportant un médaillon avec angelot au centre et un tabernacle à ailerons orné d'angelots. Deux anges en ronde bosse sont posés dessus. Sur l'autel sont posés six chandeliers en cuivre du XVIIIe siècle. La croix d'autel a été volée en 1994.
Il a été classé monument historique au titre immeuble en 1840.

## Orgue
L'orgue est placé à la tribune surmontant l'entrée de l'ancienne abbatiale. Il fut achevé en 1789 par Jean-Pierre Cavaillé.

## Manuscrits provenant de Saint-Guilhem
Sacramentaire de Gellone
Il s'agit d'un livre de l'époque de Charlemagne (fin du VIIIe siècle) servant aux moines pour la célébration des cérémonies. Ce manuscrit est aujourd'hui conservé à la Bibliothèque nationale de France. L'iconographie pré-romane est très riche et justifie l'importance de ce document.

## Religieux et personnages liés à l'abbaye

### Autres religieux
- En 1656, frère Robert Plouvier dressa deux plans de l'abbaye conservés aux Archives nationales[40].

## Anciennes dépendances et propriétés
Liste non exhaustive de dépendances et propriétés de l'abbaye avant la Révolution française.
Prieurés
- Prieuré Notre-Dame du Bosc, dit aussi Prieuré Notre-Dame-du-Désert à Saint-Victor-et-Melvieu (Aveyron).
- Prieuré Saint-Hilaire de Lespéron (Ardèche).
- Prieuré Saint-Martin de Castries (Hérault).
- Prieuré Saint-Guilhem de l'Espérou, donné par le pape Eugène IV en 1436 à l'abbaye Notre-Dame-du-Bonheur.
- Prieuré de Gatuzières, donné par le pape Eugène IV en 1436 à l'abbaye Notre-Dame-du-Bonheur.

Villages
- Campagnan au XIIe siècle comportant 9 manses et 10 maisons.

## L'abbaye auXXIesiècle

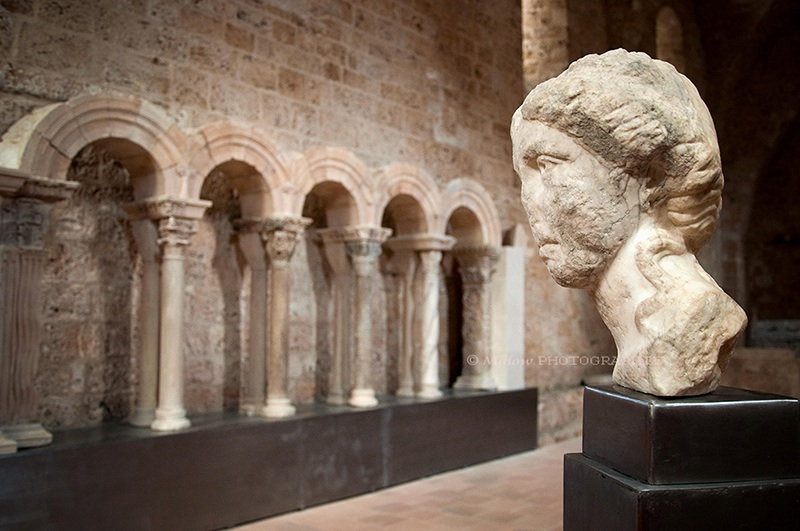
Musée lapidaire
Sculpture antique qui se trouvait sur la façade de l'église et anastylose du cloître.

### Musée de l'abbaye
Le musée lapidaire de l'abbaye est installé dans l'ancien réfectoire des moines. On y accède par le cloître. Il contient des éléments du cloître supérieur et divers monuments funéraires provenant de l'abbatiale, entre autres le sarcophage de saint Guilhem, le sarcophage dit d'Albane et de Bertrane, le tombeau de l'abbé Bernard de Mèze (1170-1189), les dalles funéraires de l'abbé Bernard de Bonneval (1303-1317) et du prieur Guy de Vissec (mort en 1324).

### Concerts et tourisme
L'été, l'abbaye de Saint-Guilhem-le-Désert accueille des concerts, en particulier ceux des Rencontres musicales de Saint-Guilhem-le-Désert depuis 1998.
L'abbatiale est un des sites les plus visités du département de l'Hérault avec 305 000 visiteurs en 2010 derrière Europark (537 000 visiteurs) à Vias et l'aquarium Mare Nostrum à Montpellier (305 000 visiteurs).